# Кінгмен (риф)
Кі́нгмен — кораловий риф у північній частині Тихого океану.
Загальна площа — 1 км².
Координати: довгота — 162 ° 18' W, широта — 6° 23' N
Відкритий у 1789 році американським капітаном Едмундом Фенінгом (Edmund Fanning) судна Бетсі (Betsey) та анексований США в 1922 році.
Наприкінці 1930-х лагуна рифа використовувалася авіакомпанією Pan American World Airways як проміжна база для гідролітаків на шляху між Гаваями і Самоа.
| США | Це незавершена стаття з географії США. Ви можете допомогти проєкту, виправивши або дописавши її. |